# Staviště
Staviště (nebo též Stavišťský potok) je levostranný přítok řeky Sázavy v okrese Žďár nad Sázavou v Kraji Vysočina. Délka toku činí 11,2 km. Plocha povodí měří 19,2 km².

## Průběh toku
Potok pramení při okraji lesa, jihozápadně od Vlachovic, v nadmořské výšce okolo 710 m. Nejhornější část toku teče západním směrem. Po opuštění lesa směřuje potok již na jih k obci Lhotka, kterou protéká. Pod Lhotkou teče Stavišťský potok opět převážně na jih, kromě dvou krátkých úseků směřujících na západ. Severovýchodně od Mělkovic vtéká do lesa, po jehož opuštění se obrací na západ až severozápad a meandruje střídavě lučinatou a lesnatou krajinou ke Žďáru nad Sázavou. Východně od města vzdouvá jeho hladinu stejnojmenná údolní nádrž, která v současné době slouží k částečné ochraně před povodněmi a k nadlepšování minimálních průtoků. Slouží též jako záložní zdroj pitné vody pro město Žďár nad Sázavou. Pod hrází protéká potok regulovaným korytem městskou zástavbou až ke svému ústí. Do Sázavy se vlévá na jejím 209,8 říčním kilometru v nadmořské výšce 560 m.

### Větší přítoky
Všechny přítoky Stavišťského potoka jsou krátké a bezejmenné.

## Vodní režim
Průměrný průtok k profilu hráze vodní nádrže Staviště činí 0,19 m³/s.
Profil:
| místo       | říční km | plocha povodí | průměrný průtok (Qa) | stoletá voda (Q100) |
| ----------- | -------- | ------------- | -------------------- | ------------------- |
| VD Staviště | 0,95     | 17,5 km²      | 0,19 m³/s            | 22,0 m³/s           |